# Mangas Coloradas
Mangas Coloradas (ca. 1793 – 18. januar 1863) var høvding af Bedonkohe Apache-indianerne.
I generationer modstod Apacherne den hvide kolonisering af deres hjemland i sydvesten, i dagens New Mexico og Arizona af både Spanierne og nordamerikanerne. Da der blev fundet guld i Californien i 1848, blev Apacherne hurtig truede af de hvide som søgte efter formue. I en minelejr blev Mangas Coloradas, høvdingen af Mimbreño Chiricahua apacherne pisket. Dette gjorde ham til livslang fjende af de hvide. I 1861 slog han sig sammen med sin nevø Cochise i kampen mod de hvide. Mangas Coloradas og Cochise kontrollerede meget af den sydlige New Mexico og Arizona indtil Mangas blev såret i 1862, fanget og dræbt i januar 1863 da han prøvede at flygte fra Fort McLane, New Mexico. Efter hans død, blev hans nevø Cochise Apachernes høvding.